# 제2차 고이즈미 내각
제2차 고이즈미 내각(일본어: 第2次小泉内閣)은  고이즈미 준이치로가 제88대 내각총리대신으로 임명되어, 2003년 11월 19일부터 2004년 9월 27일까지 존재한 일본의 내각이다.
자유민주당과 공명당의 연립 내각이다.
2003년 11월 9일의 제43회 일본 중의원 의원 총선거에서 자민당을 비롯한 여당이 다수를 차지함에 따라 고이즈미가 다시 총리로 지명되었다. 앞의 제1차 고이즈미 내각 제2차 개조내각이 발족한 지 두 달이 채 되지 않은 점이나 각료 중에 낙선자가 거의 없었으므로, 새로운 인선도 적고, 각료는 전원이 유임하게 되었다. 전원 유임은 종전 이후 두 번째이다.

## 각료 명단
내각부 특명담당대신에 대해서는 그 담당을 괄호 내에 기술하였다. 내각부 이외의 다른 성청(내각관방 포함)의 특명사항을 담당하는 국무대신의 직무는 꺾은 괄호(〈〉) 내에 기술하였다.
| 내각총리대신                                                                                            | 내각총리대신                                                                                            | 고이즈미 준이치로                   |
| | 내각총리대신 보좌관 (도시재생 담당)                                                                     | 마키노 도오루                       |
| 내각총리대신 보좌관 (이라크 담당)                                                                       | 오카모토 유키오 ( ~ 2004년 3월 31일)                                                                    |                                     |
| 내각총리대신 보좌관 (행정개혁 담당)                                                                     | 사토 다쓰오 (2003년 11월 20일 ~ )                                                                       |                                     |
| 내각총리대신 보좌관 (우정민영화 담당)                                                                   | 와타나베 요시아키 (2004년 4월 26일 ~ )                                                                  |                                     |
| 총무대신                                                                                                | 총무대신                                                                                                | 아소 다로                           |
| 법무대신                                                                                                | 법무대신                                                                                                | 노자와 다이조                       |
| 외무대신                                                                                                | 외무대신                                                                                                | 가와구치 요리코                     |
| 재무대신                                                                                                | 재무대신                                                                                                | 다니가키 사다카즈                   |
| 문부과학대신 국립국회도서관 연락조정위원회 위원                                                         | 문부과학대신 국립국회도서관 연락조정위원회 위원                                                         | 가와무라 다케오                     |
| 후생노동대신                                                                                            | 후생노동대신                                                                                            | 사카구치 지카라                     |
| 농림수산대신                                                                                            | 농림수산대신                                                                                            | 가메이 요시유키                     |
| 경제산업대신 〈국제박람회 담당〉                                                                        | 경제산업대신 〈국제박람회 담당〉                                                                        | 나카가와 쇼이치                     |
| 국토교통대신 〈수도기능이전, 관광입국 담당〉                                                            | 국토교통대신 〈수도기능이전, 관광입국 담당〉                                                            | 이시하라 노부테루                   |
| 환경대신 〈지구환경문제 담당〉                                                                          | 환경대신 〈지구환경문제 담당〉                                                                          | 고이케 유리코                       |
| 내각관방장관 내각부 특명담당대신 (남녀공동참여 담당)                                                    | 내각관방장관 내각부 특명담당대신 (남녀공동참여 담당)                                                    | 후쿠다 야스오 ( ~ 2004년 5월 7일)   |
| 내각관방장관 내각부 특명담당대신 (남녀공동참여 담당)                                                    | 내각관방장관 내각부 특명담당대신 (남녀공동참여 담당)                                                    | 호소다 히로유키 (2004년 5월 7일 ~ ) |
| | 내각관방 부장관                                                                                         | 호소다 히로유키 ( ~ 2004년 5월 7일) |
| 스기우라 세이켄 (2004년 5월 7일 ~ )                                                                     | 내각관방 부장관                                                                                         |                                     |
| 내각관방 부장관                                                                                         | 야마자키 마사아키                                                                                       |                                     |
| 내각관방 부장관                                                                                         | 후타하시 마사히로                                                                                       |                                     |
| 내각위기관리감                                                                                          | 스기타 가즈히로 ( ~ 2004년 1월 23일)                                                                    |                                     |
| 내각위기관리감                                                                                          | 노다 다케시 (2004년 1월 23일 ~ )                                                                        |                                     |
| 내각법제국 장관                                                                                         | 아키야마 오사무 ( ~ 2004년 8월 31일)                                                                    |                                     |
| 내각법제국 장관                                                                                         | 사카다 마사히로 (2004년 8월 31일 ~ )                                                                    |                                     |
| 국가공안위원회 위원장 내각부 특명담당대신 (청소년 육성 및 저출산 대책, 식품안전 담당)                   | 국가공안위원회 위원장 내각부 특명담당대신 (청소년 육성 및 저출산 대책, 식품안전 담당)                   | 오노 기요코                         |
| 방위청 장관                                                                                             | 방위청 장관                                                                                             | 이시바 시게루                       |
| 내각부 특명담당대신 (오키나와 및 북방대책, 개인 정보 보호, 과학기술정책 담당) 〈정보통신기술(IT) 담당〉 | 내각부 특명담당대신 (오키나와 및 북방대책, 개인 정보 보호, 과학기술정책 담당) 〈정보통신기술(IT) 담당〉 | 모테기 도시미쓰                     |
| 내각부 특명담당대신 (금융, 경제재정정책 담당)                                                           | 내각부 특명담당대신 (금융, 경제재정정책 담당)                                                           | 다케나카 헤이조                     |
| 내각부 특명담당대신 (규제개혁, 산업재생기구 담당) 〈행정개혁, 구조개혁특구 및 지역재생 담당〉           | 내각부 특명담당대신 (규제개혁, 산업재생기구 담당) 〈행정개혁, 구조개혁특구 및 지역재생 담당〉           | 가네코 가즈요시                     |
| 내각부 특명담당대신 (방재 담당) 〈사태대처법제 담당〉                                                   | 내각부 특명담당대신 (방재 담당) 〈사태대처법제 담당〉                                                   | 이노우에 기이치                     |

※내각총리대신 임시대리 취임 예정 순위 - 제1순위 호소다 히로유키, 제2순위 다니가키 사다카즈, 제3순위 아소 다로, 제4순위 시마무라 요시노부(~ 2005년 8월 8일) / 나카가와 쇼이치(2005년 8월 10일 ~ ), 제5순위 나카가와 쇼이치(~ 2005년 8월 10일) / 마치무라 노부타카 (2005년 8월 10일 ~)

## 같이 보기
- 일본의 역대 내각